# Iława
Pour l’article homonyme, voir Iława (Opole).
Iława (prononcé [iˈwava], en allemand : Deutsch Eylau) est une ville de Pologne située dans la voïvodie de Varmie-Mazurie dont elle est la cinquième plus grande ville. C'est le chef-lieu du powiat d'Iława et également le siège de la commune rurale (gmina) d'Iława, bien qu'elle ne fasse pas partie de son territoire.

## Géographie

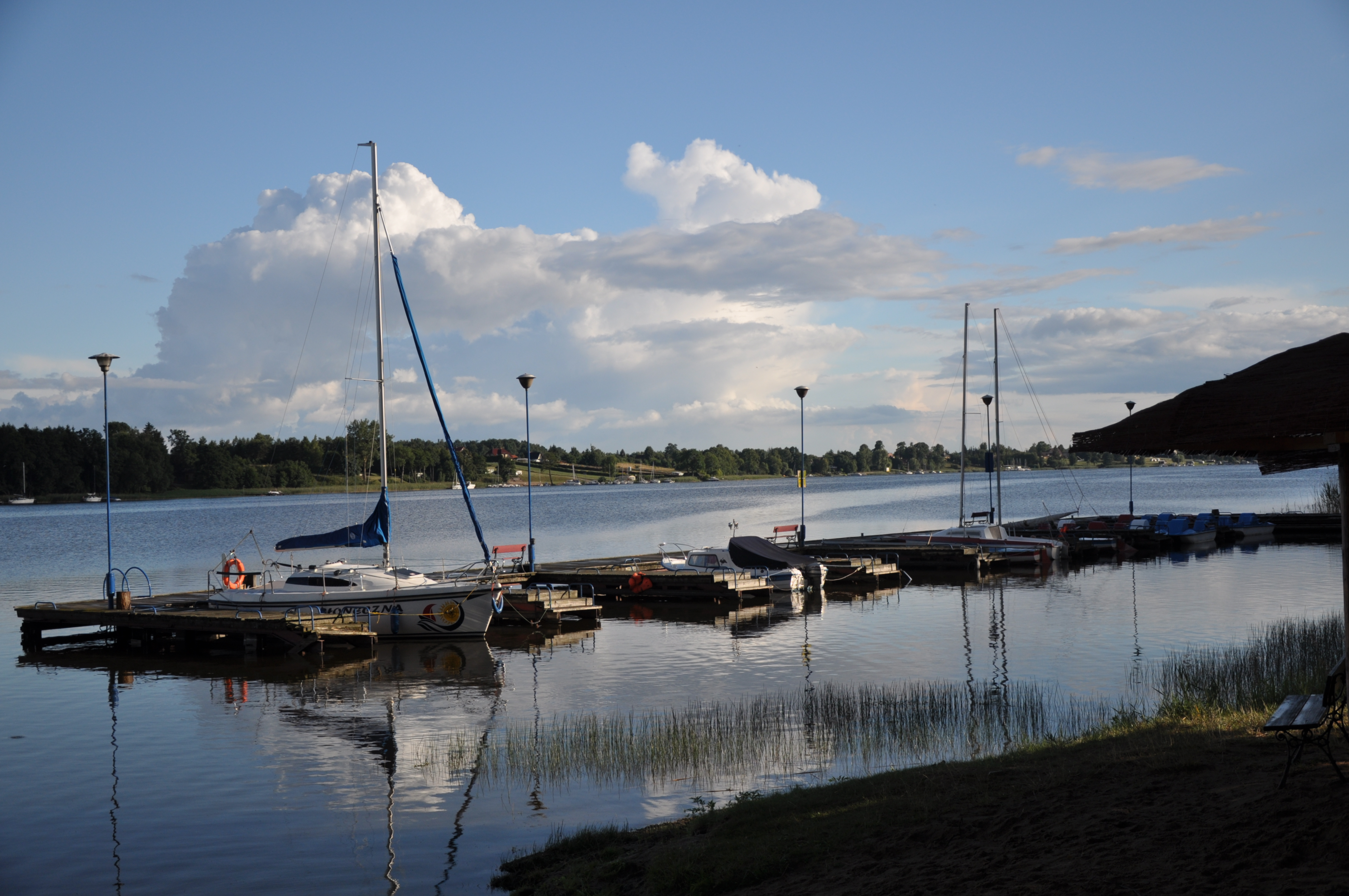
Lac Jeziorak.

La ville se trouve dans la région historique de Prusse (Prusse-Occidentale), à environ 45 kilomètres au sud-est de Kwidzyn et 61 kilomètres au sud-ouest d'Olsztyn. Située sur la rive sud du lac Jeziorak, Iława est une importante base nautique. De plus, quelques réserves faunistiques importantes se situent aux frontières de la ville.

## Histoire
L'histoire d'Iława remonte jusqu'au début du Moyen Âge ; ici il y avait un village des Prussiens qui a été conquis par l'ordre Teutonique au cours de la colonisation de la région au XIVe siècle.
L'établissement a été fondé sous le nom d'Ylaw ou Ylau en 1305 par le commandeur de Christburg, Sieghard de Schwarzbourg. En 1317, la colonie obtint le statut de ville accordé par le commandeur Luther von Braunschweig. La forteresse fut longtemps le siège de Heinrich von Plauen (mort en 1429), futur grand maître de l'Ordre. À partir de XVe siècle, le nom de Deutsch Eylau (Ylow theutonicalis) figurait dans les actes, en vue de distinguer la ville de Preußisch Eylau en Prusse-Orientale (aujourd'hui Bagrationovsk dans l'oblast de Kaliningrad, en Russie).

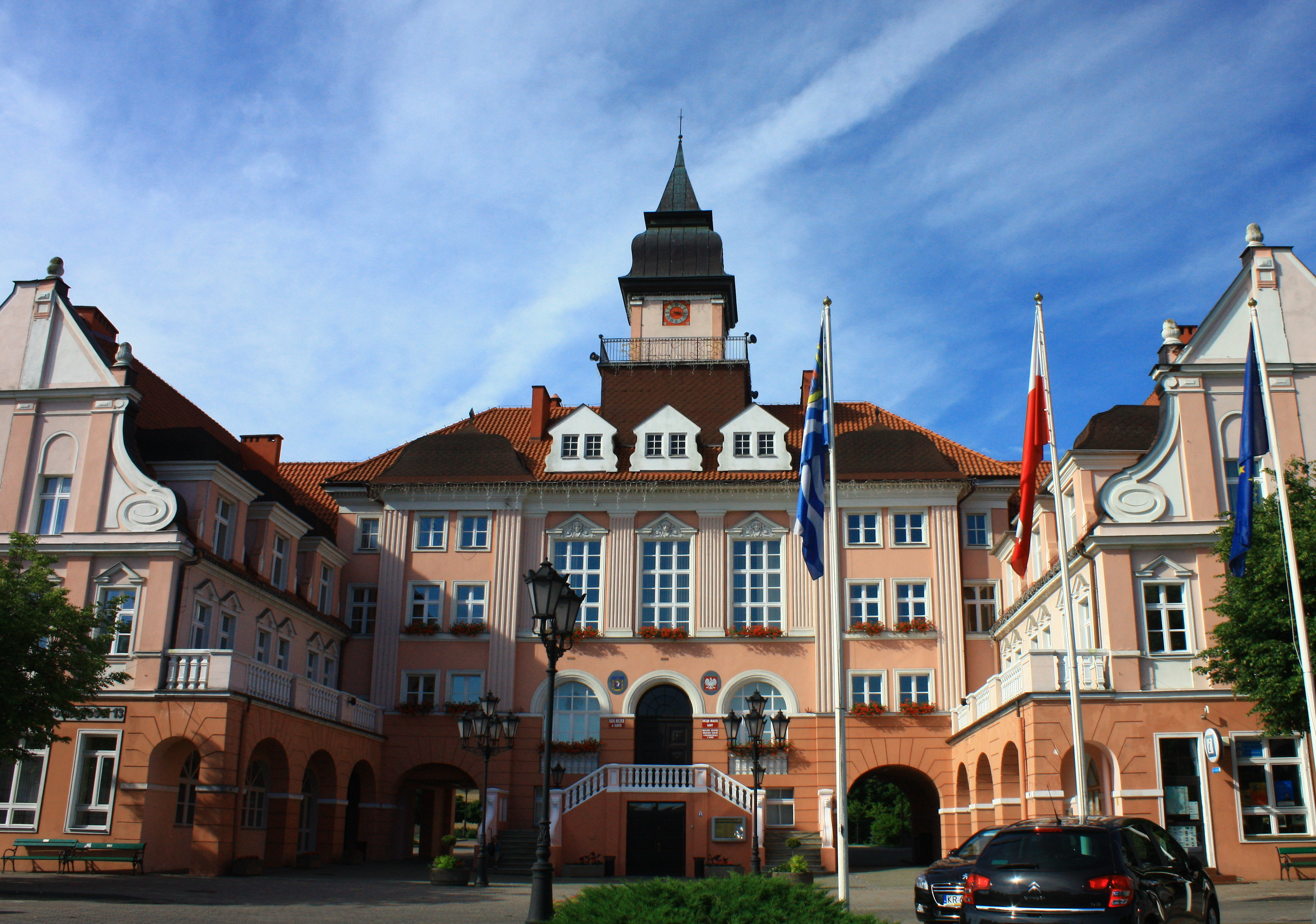
Hôtel de ville.

Stratégiquement placée sur la rive du lac, la ville a bénéficié des routes commerciales voisines. Pendant la guerre de Treize Ans (1454-1466), elle rejoint la Ligue de Prusse contre l'autorité des chevaliers teutoniques. Au cours des combats, en 1457, Eylau est temporairement occupée par les troupes du royaume de Pologne. Le même épisode se répète avec le déclenchement de la guerre polono-teutonique en 1519. Après la sécularisation de l'ordre Teutonique, en 1525, la ville appartenait au duché de Prusse. À partir de 1690, elle était le fief des seigneurs Finck von Finckenstein. Pendant la guerre de Sept Ans, Deutsch Eylau est occupée par des troupes russes de 1758 à 1762.
À la suite du congrès de Vienne de 1815 et des Réformes prussiennes, la ville faisait partie de l'arrondissement de Rosenberg-en-Prusse-Occidentale au sein du district de Marienwerder. Incorporée dans le Reichsgau Danzig Westpreußen jusqu'en 1945, elle fut conquise par l'Armée rouge à la fin de la Seconde Guerre mondiale et rattachée à la république de Pologne. La population germanophone restante était expulsée.

## Communication
Aéroport le plus proche : Aéroport de Szczytno

## Personnalités liées à la commune
- Richard Altmann (1852-1900), pathologiste et histologiste ;
- Hellmuth Stieff (1901-1944), Generalmajor, résistant au régime nazi ;
- Joachim Meichßner (1906-1944), officier, membre du complot du 20 juillet 1944.

## Jumelages
- Herborn (Allemagne)
- Tholen (Pays-Bas)
- Gargždai (Lituanie)